# 西沢道夫
西沢 道夫（西澤 道夫、にしざわ みちお、1921年9月1日 - 1977年12月18日）は、東京府荏原郡大崎町（現・品川区）出身のプロ野球選手（投手、内野手）・コーチ・監督、解説者。
現役時代は中日ドラゴンズ及びその前身球団を中心に活躍し、戦前には長身の快速球投手・打者転向後の戦後は細身のバット・華麗な打撃フォームの強打者として人気を集めた。初代「ミスタードラゴンズ」と呼ばれ、2代目・高木守道や3代目・立浪和義とともにファンから認知されている。セ・リーグ初のベストナイン（一塁手部門）も受賞している。
また、「文ちゃん」（ブンちゃん）の愛称で親しまれた（#プロ入り・投手時代を参照）。

## 経歴

### プロ入り・投手時代
1936年12月、15歳で名古屋軍の入団テストを受け投手として入団。テスト受験当時、品川区立第二日野高等小学校高等科2年。最終学歴は旧制小学校卒となっているが、プロに進んでから、旧制鹿児島総合中、日本大学に在籍した。
年齢不足のため1年目となる1937年は当初養成選手（練習生）として過ごし、9月5日に公式戦初登板。満16歳と4日での公式戦出場は、現在も日本プロ野球史上最年少記録である。
練習生として入団した当時、小学生ながら高い身長であるのを見たコーチが、当時人気の巨漢大相撲力士出羽ヶ嶽文治郎に当てはめ「大きいなぁー、まるで文ちゃんみたいだな」とほめた事により、上記にもある「文ちゃん」の愛称が定着した。また、日本プロ野球の正式登録選手として初の「背番号0」は1983年、広島東洋カープ所属の長嶋清幸であったが、西沢はその46年前に0番を付けていた（正式登録後は5番に変更）。
戦前日本のリーグ戦では珍しい、六尺（身長182センチ）の長身を活かした速球投手として活躍。1939年に6勝を挙げると、翌1940年は20勝を挙げて一躍主力投手になった。しかし以降は好投するもなかなか勝ち星が付かず、2桁勝利は同年だけであった。
1942年5月24日対大洋戦（後楽園球場）に先発。大洋の鉄腕野口二郎と投げあい、世界最長となる延長28回を311球で完投した。同年7月18日にはノーヒットノーランも達成する。1943年のシーズンを最後に応召。

### 球界復帰・打者転向
1946年に復員し、当時の中部日本軍に復帰。しかし応召中に肩を痛めていたせいで満足な成績は残せず、復帰した際には投手として活動できなかったため、ベンチを暖めるようになっていた。更に戦後新入団の杉浦清が監督に就任して以降、チームは内紛続きで雰囲気が悪くなり、居づらくなっていた。そこに新球団ゴールドスターの監督を務めていた元同僚であり先輩の坪内道典から入団を誘われた。打者として再生させるという条件付きだったが、中日の嫌な雰囲気から逃れたかった西沢は、シーズン途中でゴールドスターに移籍し、一塁手に転向。坪内の指導により、打者として再出発を図った。以来西沢は坪内を父のように慕い、1949年に中日が復帰を要請した際にも「坪内さんも一員に加えてください」と懇願し、共に復帰を果たした。
打者転向に3年を費やし、坪内と共に中日に復帰した後はスラッガーとして活躍。1949年に37本塁打を記録。翌1950年は2006年にタイロン・ウッズによって更新されるまで長らく球団記録となる46本塁打を記録したが、日本プロ野球史上初の50本塁打を達成した松竹ロビンスの小鶴誠（51本）に及ばず、本塁打王は獲得できなかった。ちなみにシーズン打点記録も135と申し分なかったが、これも小鶴に負け、阪神の藤村富美男にも負けた。また、同年シーズンは5本の満塁本塁打を放ち、これは現在も日本記録である。
1951年から1952年は打撃コーチ兼任。1952年は打率.353・98打点で首位打者と打点王の2冠を獲得する。再び打撃コーチ兼任となった1954年には主砲として、チーム初のセ・リーグ優勝と日本一に貢献した。
1955年、監督を務めた天知俊一が球団の重役に栄転し、正捕手の野口明が選手兼任監督に就任。野口新監督は西沢に「今年一塁手として新人選手を獲得したから、今年から外野を守ってもらいたい」とコンバートを通告した。西沢は打者転向以来主軸として一塁を守っており、新人獲得を理由とした転向は不本意で、本来ならいがみ合いとなるところだったが、西沢は角突きあいを好まず、失踪により抵抗の意を示した。結局この行動が引退まで一塁のポジションを守る決め手となった。
1956年、助監督兼任。1958年に再び打撃コーチを兼任し、同年に現役引退。背番号｢15｣は、中日球団の永久欠番となった（ヘッドコーチ・監督として復帰後も使用）。同年に引退した服部受弘の｢10｣も欠番となったが、この処置については両選手を辞めさせるときの「妥協点」という杉下茂の談話が中日の球団史に掲載されている。
投手・打者として活躍したというだけでも稀有な選手（他には同時期に同チームで活躍した服部受弘や、近鉄、巨人で投手・打者として活躍した関根潤三など）だが、その双方でレベルの高い活躍を見せた。後年の二刀流選手である大谷翔平とは違い、投手として活躍した時期と打者として活躍した時期はそれぞれ異なるが、投手として20勝以上（1940年）、打者として40本塁打以上（1950年）の双方を記録した選手はNPB史上では西沢だけである。
バットは、川上哲治も驚くほど極端にグリップの細いものを使っていた。そのため、長谷川良平のシュートには何本もバットを折られ、ある時長谷川に「これ以上シュートを投げないで欲しい」と懇願したという。

### 現役引退後
引退後は東京に戻って日野市に在住し、TBS「○曜ナイター・エキサイトナイター」解説者（1959年 - 1960年）を経て、古巣・中日でヘッドコーチ（1963年 - 1964年6月7日）→監督（1964年6月8日 - 1967年）を務めた。監督就任の第一声は「選手のご両親を思い浮かべてノックを打ちます」であり、在任中は恩師の坪内をヘッドコーチに招聘し、1965年から3年連続で2位となる。いずれも優勝した巨人に3年連続10ゲーム差以上は差をつけられての2位であったが、当時固定できていなかった中利夫をリードオフマンに抜擢し、2番に高木守道を固定。俊足巧打の1・2番コンビを置いたことでチームの得点力を大幅にアップさせたほか、小川健太郎を見出だした。1968年も務める予定であったが、十二指腸潰瘍の悪化で休養するなど身体を壊したこともあり、キャンプイン直前の1月17日に辞任。ただこの時は、この直前に自ら外国人選手獲得調査のためにアメリカに渡っていたこともあって、この辞任が不思議がられたこともあった。杉下茂が後任の監督に就任し、同年からTBS解説者に復帰。1970年に脳血栓で倒れてからは長期の闘病生活・車椅子生活を余儀なくされ、解説者生命も絶たれたが、1974年には中日の20年ぶりのリーグ優勝を病床で観戦。1977年1月には水原茂と共に野球殿堂入りを果たし、同年には不自由な体を圧して中日の浜松キャンプを訪問したが、12月18日に心不全のため立川市の川野病院で死去。56歳没。
2006年、首位打者のタイトルを獲得した福留孝介が、西沢の持つ「3割30本100打点100得点」のシーズン記録にドラゴンズの選手として56年ぶりに到達し、また同年打点王・本塁打王の2冠に輝いたタイロン・ウッズが、同じく西沢の135打点と46本塁打の球団記録を144打点・47本塁打でそれぞれ更新した。福留は前年にもこの記録に肉薄しており、2006年シーズン中盤から地元紙などを通じて、両名とも西沢の球団記録を更新する意欲を見せていた。
2023年8月12日、岡林勇希が西沢の持つ球団記録、25試合連続安打に並び、翌8月13日、26試合連続安打と西沢の球団記録を更新。

## 詳細情報

### 年度別打撃成績
| 年 度      | 球 団               | 試 合 | 打 席 | 打 数 | 得 点 | 安 打 | 二 塁 打 | 三 塁 打 | 本 塁 打 | 塁 打 | 打 点 | 盗 塁 | 盗 塁 死 | 犠 打 | 犠 飛 | 四 球 | 敬 遠 | 死 球 | 三 振 | 併 殺 打 | 打 率 | 出 塁 率 | 長 打 率 | O P S |
| ---------- | ------------------- | ----- | ----- | ----- | ----- | ----- | -------- | -------- | -------- | ----- | ----- | ----- | -------- | ----- | ----- | ----- | ----- | ----- | ----- | -------- | ----- | -------- | -------- | ----- |
| 1937秋     | 名古屋 中部日本     | 4     | 5     | 5     | 0     | 2     | 0        | 0        | 0        | 2     | 2     | 0     | --       | 0     | --    | 0     | --    | 0     | 0     | --       | .400  | .400     | .400     | .800  |
| 1938春     | 名古屋 中部日本     | 12    | 20    | 19    | 2     | 4     | 1        | 0        | 0        | 5     | 0     | 0     | --       | 0     | --    | 1     | --    | 0     | 3     | --       | .211  | .250     | .263     | .513  |
| 1938秋     | 名古屋 中部日本     | 15    | 31    | 28    | 1     | 6     | 0        | 0        | 0        | 6     | 4     | 0     | --       | 0     | --    | 3     | --    | 0     | 4     | --       | .214  | .290     | .214     | .505  |
| 1939       | 名古屋 中部日本     | 32    | 80    | 75    | 2     | 14    | 1        | 0        | 0        | 15    | 1     | 1     | --       | 2     | 0     | 3     | --    | 0     | 5     | --       | .187  | .218     | .200     | .418  |
| 1940       | 名古屋 中部日本     | 46    | 108   | 103   | 4     | 19    | 3        | 0        | 0        | 22    | 11    | 0     | --       | 1     | 0     | 3     | --    | 1     | 7     | --       | .184  | .215     | .214     | .429  |
| 1941       | 名古屋 中部日本     | 41    | 79    | 71    | 2     | 14    | 0        | 0        | 0        | 14    | 3     | 0     | --       | 2     | --    | 6     | --    | 0     | 7     | --       | .197  | .260     | .197     | .457  |
| 1942       | 名古屋 中部日本     | 43    | 97    | 90    | 5     | 16    | 2        | 0        | 1        | 21    | 9     | 0     | 0        | 0     | --    | 7     | --    | 0     | 4     | --       | .178  | .237     | .233     | .470  |
| 1943       | 名古屋 中部日本     | 44    | 108   | 103   | 4     | 23    | 2        | 0        | 0        | 25    | 10    | 1     | 0        | 0     | --    | 5     | --    | 0     | 7     | --       | .223  | .259     | .243     | .502  |
| 1946       | 名古屋 中部日本     | 37    | 76    | 66    | 5     | 18    | 5        | 0        | 0        | 23    | 9     | 0     | 0        | 0     | --    | 10    | --    | 0     | 8     | --       | .273  | .368     | .348     | .717  |
| 1946       | ゴールドスター 金星 | 34    | 139   | 135   | 14    | 35    | 6        | 1        | 1        | 46    | 16    | 1     | 1        | 0     | --    | 2     | --    | 2     | 7     | --       | .259  | .281     | .341     | .621  |
| '46計      | ゴールドスター 金星 | 71    | 215   | 201   | 19    | 53    | 11       | 1        | 1        | 69    | 25    | 1     | 1        | 0     | --    | 12    | --    | 2     | 15    | --       | .264  | .312     | .343     | .655  |
| 1947       | ゴールドスター 金星 | 118   | 488   | 457   | 45    | 121   | 18       | 3        | 8        | 169   | 57    | 3     | 8        | 0     | --    | 28    | --    | 3     | 24    | --       | .265  | .311     | .370     | .681  |
| 1948       | ゴールドスター 金星 | 130   | 554   | 508   | 52    | 132   | 22       | 3        | 16       | 208   | 60    | 7     | 3        | 0     | --    | 46    | --    | 0     | 33    | --       | .260  | .321     | .409     | .731  |
| 1949       | 中日 名古屋 中日    | 136   | 604   | 554   | 91    | 171   | 26       | 3        | 37       | 314   | 114   | 7     | 2        | 0     | --    | 49    | --    | 1     | 43    | --       | .309  | .366     | .567     | .933  |
| 1950       | 中日 名古屋 中日    | 137   | 618   | 562   | 104   | 175   | 22       | 3        | 46       | 341   | 135   | 4     | 3        | 0     | --    | 56    | --    | 0     | 45    | 22       | .311  | .374     | .607     | .981  |
| 1951       | 中日 名古屋 中日    | 95    | 406   | 356   | 47    | 96    | 15       | 2        | 14       | 157   | 61    | 7     | 2        | 0     | --    | 49    | --    | 1     | 33    | 17       | .270  | .360     | .441     | .801  |
| 1952       | 中日 名古屋 中日    | 113   | 488   | 433   | 79    | 153   | 27       | 1        | 20       | 242   | 98    | 8     | 1        | 0     | --    | 54    | --    | 1     | 34    | 15       | .353  | .426     | .559     | .985  |
| 1953       | 中日 名古屋 中日    | 119   | 486   | 446   | 76    | 145   | 24       | 4        | 22       | 243   | 81    | 8     | 2        | 0     | --    | 38    | --    | 2     | 41    | 15       | .325  | .381     | .545     | .926  |
| 1954       | 中日 名古屋 中日    | 126   | 540   | 498   | 68    | 170   | 32       | 2        | 16       | 254   | 80    | 5     | 1        | 0     | 2     | 40    | --    | 0     | 44    | 16       | .341  | .390     | .510     | .900  |
| 1955       | 中日 名古屋 中日    | 127   | 527   | 476   | 55    | 124   | 25       | 2        | 14       | 195   | 53    | 4     | 1        | 1     | 1     | 46    | 10    | 3     | 58    | 22       | .261  | .330     | .410     | .739  |
| 1956       | 中日 名古屋 中日    | 101   | 351   | 332   | 32    | 90    | 16       | 0        | 8        | 130   | 43    | 0     | 1        | 0     | 6     | 12    | 2     | 1     | 21    | 13       | .271  | .299     | .392     | .690  |
| 1957       | 中日 名古屋 中日    | 87    | 331   | 307   | 29    | 86    | 12       | 0        | 7        | 119   | 49    | 0     | 1        | 0     | 3     | 20    | 1     | 1     | 26    | 9        | .280  | .326     | .388     | .714  |
| 1958       | 中日 名古屋 中日    | 107   | 404   | 375   | 33    | 103   | 12       | 0        | 2        | 121   | 44    | 0     | 4        | 0     | 5     | 23    | 2     | 1     | 24    | 13       | .275  | .318     | .323     | .641  |
| 通算：20年 | 通算：20年          | 1704  | 6540  | 5999  | 750   | 1717  | 271      | 24       | 212      | 2672  | 940   | 56    | 30       | 6     | 17    | 501   | 15    | 17    | 478   | 142      | .286  | .343     | .445     | .788  |

- 各年度の太字はリーグ最高
- 名古屋（名古屋軍）は、1946年に中部日本に球団名を変更
- ゴールドスターは、1947年に金星（金星スターズ）に球団名を変更
- 中日（中日ドラゴンズ）は、1951年に名古屋（名古屋ドラゴンズ）に、1954年に中日（中日ドラゴンズ）に球団名を変更

### 年度別投手成績
| 年 度    | 球 団               | 登 板 | 先 発 | 完 投 | 完 封 | 無 四 球 | 勝 利 | 敗 戦 | セ 丨 ブ | ホ 丨 ル ド | 勝 率 | 打 者 | 投 球 回 | 被 安 打 | 被 本 塁 打 | 与 四 球 | 敬 遠 | 与 死 球 | 奪 三 振 | 暴 投 | ボ 丨 ク | 失 点 | 自 責 点 | 防 御 率 | W H I P |
| -------- | ------------------- | ----- | ----- | ----- | ----- | -------- | ----- | ----- | -------- | ----------- | ----- | ----- | -------- | -------- | ----------- | -------- | ----- | -------- | -------- | ----- | -------- | ----- | -------- | -------- | ------- |
| 1937秋   | 名古屋 中部日本     | 4     | 0     | 0     | 0     | 0        | 0     | 0     | --       | --          | ----  | 47    | 10.2     | 7        | 1           | 10       | --    | 0        | 2        | 0     | 0        | 4     | 2        | 1.64     | 1.59    |
| 1938春   | 名古屋 中部日本     | 12    | 5     | 3     | 0     | 0        | 3     | 4     | --       | --          | .429  | 244   | 57.0     | 38       | 1           | 35       | --    | 1        | 11       | 1     | 0        | 17    | 13       | 2.05     | 1.28    |
| 1938秋   | 名古屋 中部日本     | 15    | 6     | 3     | 0     | 0        | 3     | 4     | --       | --          | .429  | 339   | 73.2     | 76       | 10          | 38       | --    | 0        | 24       | 0     | 2        | 50    | 31       | 3.77     | 1.55    |
| 1939     | 名古屋 中部日本     | 31    | 14    | 9     | 1     | 0        | 6     | 10    | --       | --          | .375  | 760   | 184.2    | 119      | 6           | 111      | --    | 3        | 67       | 3     | 0        | 58    | 44       | 2.14     | 1.25    |
| 1940     | 名古屋 中部日本     | 44    | 32    | 20    | 6     | 0        | 20    | 9     | --       | --          | .690  | 1169  | 276.1    | 223      | 5           | 151      | --    | 4        | 107      | 3     | 1        | 85    | 59       | 1.92     | 1.35    |
| 1941     | 名古屋 中部日本     | 41    | 15    | 7     | 2     | 0        | 7     | 13    | --       | --          | .350  | 839   | 198.1    | 146      | 3           | 116      | --    | 3        | 63       | 1     | 0        | 57    | 35       | 1.58     | 1.32    |
| 1942     | 名古屋 中部日本     | 35    | 23    | 9     | 1     | 0        | 7     | 11    | --       | --          | .389  | 891   | 211.0    | 175      | 1           | 83       | --    | 7        | 52       | 0     | 0        | 72    | 41       | 1.75     | 1.22    |
| 1943     | 名古屋 中部日本     | 24    | 19    | 12    | 1     | 0        | 9     | 6     | --       | --          | .600  | 675   | 159.0    | 97       | 3           | 102      | --    | 3        | 55       | 3     | 0        | 47    | 33       | 1.87     | 1.25    |
| 1946     | 名古屋 中部日本     | 23    | 10    | 3     | 0     | 0        | 5     | 8     | --       | --          | .385  | 555   | 117.1    | 123      | 7           | 90       | --    | 4        | 21       | 1     | 1        | 80    | 61       | 4.65     | 1.82    |
| 1946     | ゴールドスター 金星 | 1     | 0     | 0     | 0     | 0        | 0     | 0     | --       | --          | ----  | 17    | 4.0      | 3        | 0           | 3        | --    | 0        | 1        | 0     | 0        | 1     | 0        | 0.00     | 1.50    |
| '46計    | ゴールドスター 金星 | 24    | 10    | 3     | 0     | 0        | 5     | 8     | 0        | 0           | .385  | 572   | 121.1    | 126      | 7           | 93       | 0     | 4        | 22       | 1     | 1        | 81    | 61       | 4.50     | 1.80    |
| 1947     | ゴールドスター 金星 | 1     | 0     | 0     | 0     | 0        | 0     | 0     | --       | --          | ----  | 22    | 5.0      | 4        | 0           | 3        | --    | 0        | 1        | 0     | 0        | 2     | 2        | 3.60     | 1.40    |
| 通算:9年 | 通算:9年            | 231   | 124   | 66    | 11    | 0        | 60    | 65    | --       | --          | .480  | 5558  | 1297.0   | 1011     | 37          | 742      | --    | 25       | 404      | 12    | 4        | 473   | 321      | 2.23     | 1.35    |

- 各年度の太字はリーグ最高
- 名古屋（名古屋軍）は、1946年に中部日本に球団名を変更
- ゴールドスターは、1947年に金星（金星スターズ）に球団名を変更

### 年度別監督成績
| 年度   | 年度     | チーム  | 順位 | 試合 | 勝利 | 敗戦 | 引分 | 勝率 | ゲーム差 | チーム 本塁打 | チーム 打率 | チーム 防御率 | 年齢 |
| ------ | -------- | ------- | ---- | ---- | ---- | ---- | ---- | ---- | -------- | ------------- | ----------- | ------------- | ---- |
| 1964年 | 昭和39年 | 中日    | 6位  | 140  | 57   | 83   | 0    | .407 | 25       | 114           | .254        | 3.63          | 43歳 |
| 1965年 | 昭和40年 | 中日    | 2位  | 140  | 77   | 59   | 4    | .566 | 13       | 100           | .247        | 2.60          | 44歳 |
| 1966年 | 昭和41年 | 中日    | 2位  | 132  | 76   | 54   | 2    | .585 | 13       | 123           | .253        | 2.54          | 45歳 |
| 1967年 | 昭和42年 | 中日    | 2位  | 134  | 72   | 58   | 4    | .554 | 12       | 148           | .248        | 3.31          | 46歳 |
|        |          | 通算4年 |      | 480  | 253  | 217  | 10   | .538 |          |               |             |               |      |

- ※1 1963年から1965年までは140試合制
- ※2 1966年から1996年までは130試合制
- ※3 1964年、杉浦清監督休養後の6月9日から閉幕まで指揮(84試合36勝48敗 勝率.429)
- ※4 1967年、病気のため5月18日から5月28日まで休養(10試合8勝2敗)。監督代行は近藤貞雄
- ※5 通算成績は、実際に指揮した試合

### タイトル
- 首位打者：1回 （1952年）
- 打点王：1回 （1952年）
- 最多出塁数：1回（1952年）

### 表彰
- ベストナイン：3回 （一塁手部門：1950年、1952年、1954年）※1950年は一塁手部門でのセ・リーグ史上初の受賞
- 野球殿堂競技者表彰（1977年）
- 日本シリーズ首位打点賞：1回 （1954年）
- オールスターゲームMVP：1回 （1955年 第2戦）

### 記録
節目の記録
- 1000試合出場：1952年7月31日 ※史上12人目

その他の記録
- ノーヒットノーラン：1回 （1942年7月18日、対阪急軍戦、後楽園球場） ※史上9人目
- シーズン最多満塁本塁打：5本 （1950年）
- 25試合連続安打 （1949年4月3日 - 5月3日）
- 11試合連続打点 （1949年5月8日 - 5月29日）
- オールスターゲーム出場：5回 （1951年 - 1955年）

### 背番号
- 0 （1937年春）
- 14 （1937年春）
- 5 （1937年春 - 1937年秋）
- 17 （1938年 - 1943年、1946年）
- 23 （1946年途中 - 1947年）
- 15 （1948年 - 1958年、1963年 - 1966年）（永久欠番）
- 63 （1967年）